# Carebaco Juniors 1987
Das Carebaco Juniors 1987 als bedeutendstes internationales Nachwuchsturnier des Badmintonverbandes CAREBACO fand Ende August 1987 in Kingston in Jamaika statt.

## Finalresultate
| Disziplin    | Sieger                        | Finalist                        | Ergebnis          |
| ------------ | ----------------------------- | ------------------------------- | ----------------- |
| Herreneinzel | Sean Barnwell                 | Marlon Djojodiwongso            | 15–6, 15–17, 15–5 |
| Dameneinzel  | Nadine Julien                 | Abigail Johnson                 | 12–11, 11–8       |
| Herrendoppel | Neil Saunders Vishnu Seixas   | Darwin Renales Sheldon Caldeira |                   |
| Damendoppel  | Koreen Thomas Sinika Wahab    | Joanne Acevero Nadine Julien    | 15–10, 15–9       |
| Mixed        | Ryan Castel Chantal Voorbraak | Vishnu Seixas April Chen        | 15–12, 15–1       |
| Teams        | Jamaika                       | Trinidad und Tobago             |                   |